# کریستیان جی. فرانک
کریستیان جی. فرانک (انگلیسی: Christian J. Frank؛ ۱۳ مارس ۱۸۹۰ – ۱۰ دسامبر ۱۹۶۷) بازیگر اهل ایالات متحده آمریکا بود.
از فیلم‌ها یا برنامه‌های تلویزیونی که وی در آن نقش داشته‌است، می‌توان به هارد اومبره، دقیقاً درست می‌گی، نوادا، شیکاگو پس از نیمه‌شب و ماه نو اشاره کرد.